# Bandbin
Bandbin (Halictus) är ett stort släkte bin i insektsordningen steklar. 

## Beskrivning
Bandbin är små till medelstora bin; de minsta arterna är under 5 mm. De största nordiska arterna, sexbandbi och storbandbi, kan nå en längd på upptill 16 millimeter. Färgen är ofta metallglänsande i gröna, svarta, guldfärgade till bruna eller blåaktiga kulörer

## Ekologi
Vissa bandbin lever solitärt, gärna i större kolonier, medan andra arter har utvecklat ett primitivt eusocialt levnadssätt. Då kan den första kullen helt eller i huvudsak bestå av (oftast) sterila honor, i praktiken arbetarbin som föder upp sina fertila yngre syskon. I denna generation föds det vanligen inga hanar. En annan form av socialt samarbete är att flera honor, inte sällan systrar, samarbetar med att bygga ett gemensamt, stort bo. Vanligen blir en av honorna dominant och leder de andra som ett slags primitiv drottning.
Boet anläggs på sandjord, gärna med inblandad lera och med ett svagt eller obefintligt växttäcke. Alla bon har en lodrätt begynnelsegång som antingen kan avslutas i en enda flercellig yngelkammare, eller ha flera larvceller som utgår direkt från huvudgången, eller så har begynnelsegången flera sidogångar i rät vinkel med begynnelsegången; dessa sidogångar utmynnar sedan i en eller flera larvceller.
De flesta bandbin är generalister vad gäller födan, så kallat polylektiska, det vill säga de besöker blommande växter från många olika familjer.

## Systematik
Detta är ett stort släkte med över 330 arter fördelade på 15 undersläkten.

## Arter i Sverige och Finland
I Sverige finns fyra arter, varav en utdöd, medan det i Finland finns två arter.
- sexbandbi (Halictus sexcinctus) Nationellt utdöd i Sverige, saknas i Finland
- storbandbi (Halictus quadricinctus) Akut hotad i Sverige, saknas i Finland
- klintbandbi (Halictus eurygnathus) Nära hotad i Sverige, saknas i Finland
- skogsbandbi (Halictus rubicundus) Livskraftig i både Sverige och Finland
- Halictus maculatus Saknas i Sverige, sårbar i Finland